# Слав'янське (Калінінградська область)
Слав'янське (рос. Славянское) — селище Полєського району, Калінінградської області Росії. Входить до складу Тургенєвського сільського поселення.
Населення —  887 осіб (2015 рік). 